# Schizopera paradoxa
Schizopera paradoxa är en kräftdjursart som först beskrevs av Daday 1904.  Schizopera paradoxa ingår i släktet Schizopera och familjen Diosaccidae. Inga underarter finns listade i Catalogue of Life.